# Municipio de Fresnillo de Trujano
El municipio de Fresnillo de Trujano es uno de los 570 municipios en que se encuentra dividido el estado mexicano de Oaxaca y en la Región Mixteca. Su cabecera es la población del mismo nombre.

## Geografía
El municipio de Fresnillo de Trujano se encuentra localizado en el noroeste del estado de Oaxaca. Forma parte de la Región Mixteca y del distrito de Huajuapan. Tiene una extensión territorial total de 61.47 kilómetros cuadrados que equivalen al 0.07 % de la superficie total del estado; sus coordenadas geográficas extrema son 17°52′ - 17°59′ de latitud norte y 98°4′ - 98°11′ de longitud oeste y su altitud fluctúa de los 1400 a los 900 metros sobre del nivel del mar.
Limita al sur y suroeste con el municipio de Mariscala de Juárez y al este con el municipio de San Miguel Amatitlán. Al noroeste limita con el estado de Puebla, correspondiéndole estos límites al municipio de Acatlán y el municipio de Guadalupe.

## Demografía
La población total del municipio de Fresnillo de Trujano de acuerdo con el Censo de Población y Vivienda realizado en 2010 por el Instituto Nacional de Estadística y Geografía, es de 1 033 habitantes, de los que 489 son hombres y 544 son mujeres.
La densidad de población asciende a un total de 16.8 personas por kilómetro cuadrado.

### Localidades
El municipio se encuentra formado por solo cinco localidades, su población de acuerdo al censo de 2010 son:
| Localidad                          | Población (2010) |
| ---------------------------------- | ---------------- |
| Ciruelos de Guaponcingo            | 493              |
| Fresnillo de Trujano               | 328              |
| Guamúchil de Guerrero o San Isidro | 111              |
| Barranca Honda                     | 51               |
| Las Flores                         | 50               |
| Total municipio                    | 1 033            |

## Política
El gobierno del municipio de Fresnillo de Trujano es electo mediante el principio de partidos políticos, con en la gran mayoría de los municipios de México. El gobierno le corresponde al ayuntamiento, conformado por el presidente municipal, un síndico y el cabildo integrado por cuatro regidores. Todos son electos mediante voto universal, directo y secreto para un periodo de tres años que pueden ser renovables para un periodo adicional inmediato.

### Subdivisión administrativa
La administración interior del municipio corresponde a los titulares de tres comunidades, electos por un periodo de un año mediante procedimientos apegados al principio de usos y costumbres.

### Representación legislativa
Para la elección de diputados locales al Congreso de Oaxaca y de diputados federales a la Cámara de Diputados federal, el municipio de Fresnillo de Trujano se encuentra integrado en los siguientes distritos electorales:
Local:
- Distrito electoral local de 6 de Oaxaca con cabecera en Heroica Ciudad de Huajuapan de León.[4]

Federal:
- Distrito electoral federal 6 de Oaxaca con cabecera en Heroica Ciudad de Tlaxiaco.[5]